# Waco
Waco é uma cidade fundada em 1849 no estado estadunidense de Texas, no Condado de McLennan.
A sua área é de 88,73 milha quadradas (229,8 km2) de terra, sua população é de 138 486 habitantes, e sua densidade populacional é de 1 560,7 hab/milha² (602,6 hab/km²) segundo o Censo dos Estados Unidos de 2020.

## História

### 1824-1865: Colonização
Antes da chegada do europeu, a área que hoje corresponde a cidade de Waco pertencia aos nativos americanos do povo Wichita (que eram chamados de "Waco" pelos anglo-americanos e de "Huacos" ou "Huecos" pelos espanhóis e latinos). Em 1824, Thomas M. Duke explorou a área depois que a violência na região eclodiu, após o aumento das disputas entre o povo Waco e os colonos europeus. Seu relatório para Stephen Fuller Austin, descreveu a geografia da vila de Waco e defendeu os anglo-americanos, dizendo que os nativos tinham uma terra maior que a quantidade de habitantes e os colonos precisam de uma área maior.
O colono Neil McLennan havia se estabelecido em um local perto ao do sul do Rio Bosque em 1838. Jacob De Cordova comprou a propriedade de McLennan e contratou o Texas Ranger e major George B. Erath para inspecionar a área. No ano de 1849, Erath projetou o primeiro quarteirão da cidade. Os proprietários queriam nomear a cidade de "Lamartine", mas Erath os convenceu a nomear a área de "Waco Village", em homenagem aos índios que moravam lá. Em março de 1849, Shapley Ross construiu a primeira casa em Waco, uma cabana, encima de um penhasco. Sua filha Kate foi a primeira criança colonizadora nascida em Waco. Por esse motivo, Ross é considerado o fundador de Waco.

### 1866-1900: Povoamento e modernização

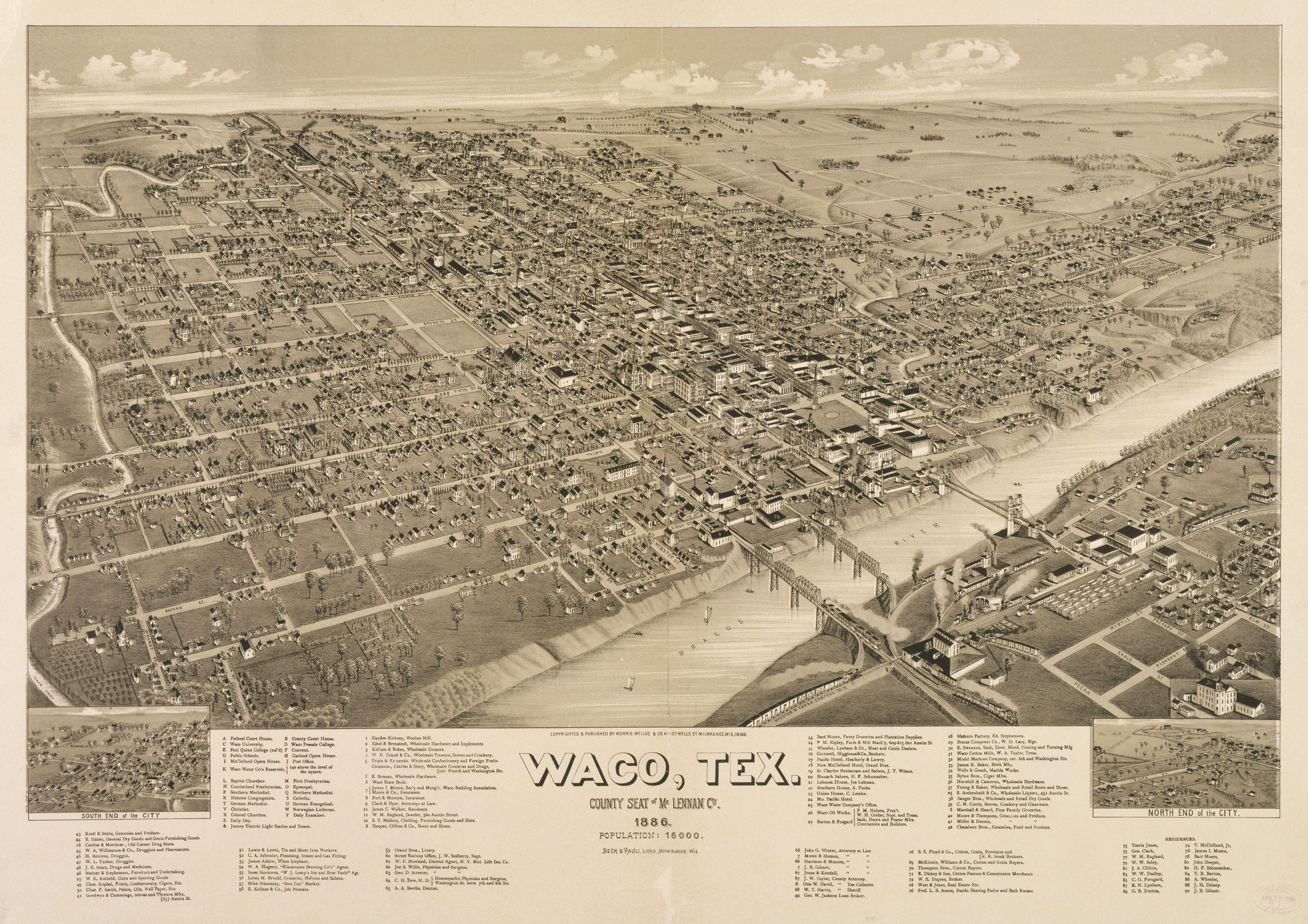
A cidade de Waco em 1886

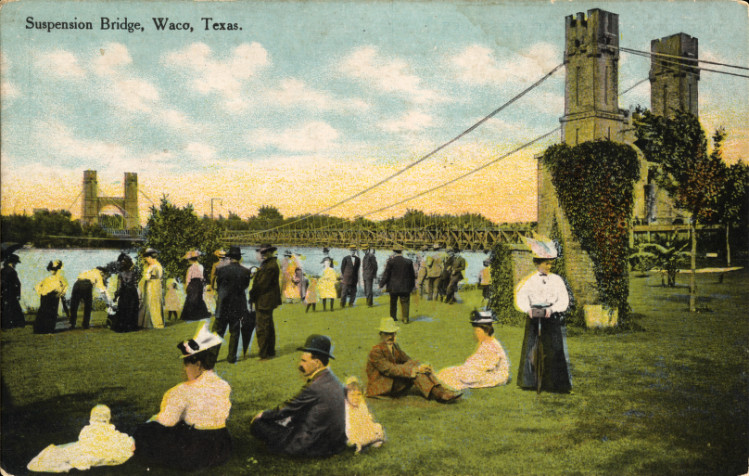
Ponte suspensa de Waco, Texas

Após 1866, a elite local da cidade embarcaram em um projeto ambicioso para a construção de uma ponte que ia percorrer o amplo Rio Brazos.  Eles formaram a Waco Bridge Company para, que, no ano de 1870 fosse entregue a Ponte Suspensa de Waco. Os cabos e a siderurgia foram fornecidos por uma empresa de construção que pertencia a John Augustus Roebling em Trenton, Nova Jérsia, e contrataram o Sr. Thomas M. Griffith, engenheiro civil que veio de Nova York para supervisionar o projeto. Após a sua inauguração, os efeitos econômicos causados pela ponte foram imediatos. A população de Waco cresceu rapidamente, pois os imigrantes agora tinham uma travessia segura para suas carruagens e vagões puxados a cavalo.
Por questão de segurança, desde o ano de 1971, a ponte está aberta apenas ao tráfego de pedestres e está incluída no Registro Nacional de Lugares Históricos.
No final do século XIX, uma zona de meretrício chamada de "Reservation" cresceu em Waco, e a prostituição se tornou comum pela cidade. O distrito foi suprimido no início do século XX. No ano de 1885, o refrigerante Dr Pepper foi inventado em Waco na "Old Corner Drug Store" de Morrison.

### Século XX

#### Linchamento de Jesse Washington e Racismo

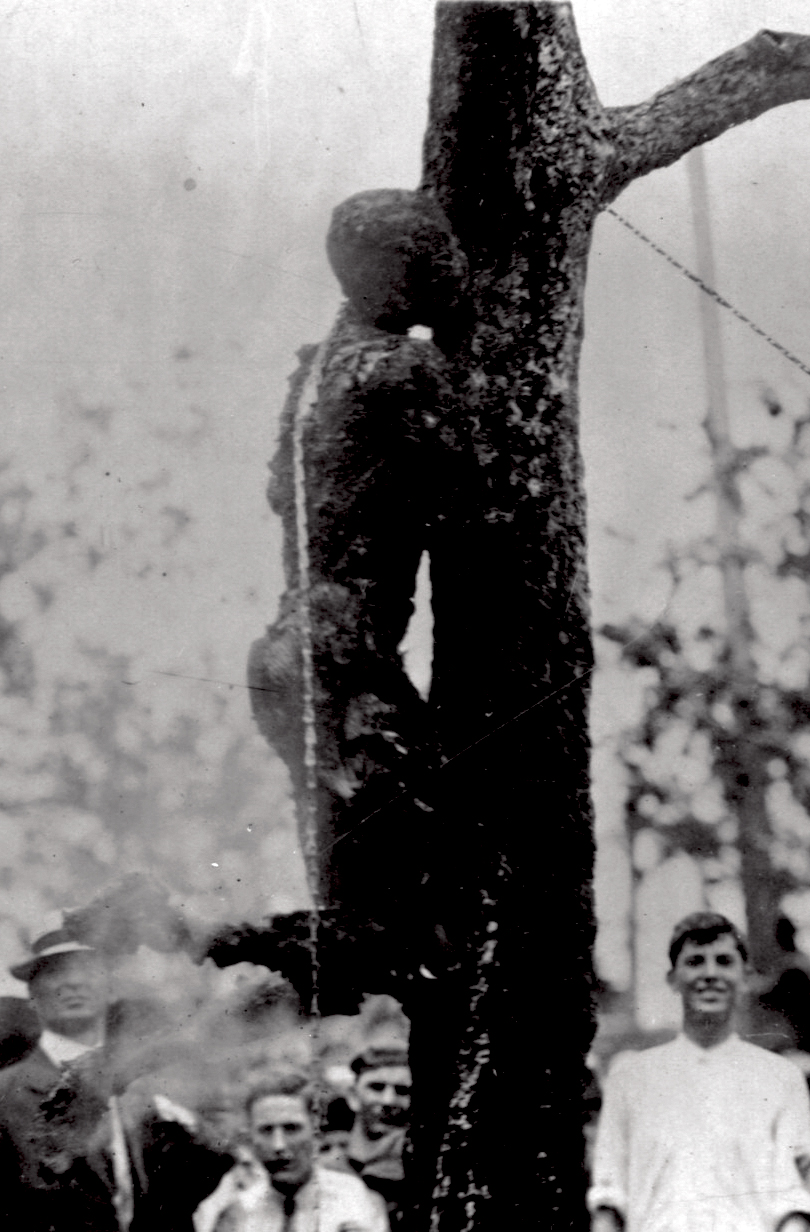
Corpo de Jesse Washington dependurado numa árvore após ser cruelmente queimado.

Apesar do linchamento de Jesse Washington ser um dos acontecimentos mais notórios do racismo presente na sociedade de Waco (e dos Estados Unidos em geral), antes disto, ouve outras ocorrências; Um afro-americano chamado Sank Majors foi enforcado no Washington Avenue Bridge por uma multidão branca em 1905. Outro homem, Jim Lawyer, foi chicoteado porque se opôs ao linchamento.
A cidade conseguiu notoriedade internacional após o linchamento de um jovem negro chamado de Jesse Washington. Ele foi torturado, castrado e queimado até a morte na praça da cidade por uma multidão que o apreendeu do "tribunal", onde ele havia sido acusado de assassinar uma mulher branca. Cerca de 15.000 espectadores, a maioria cidadãos de Waco, estavam presentes. Ficou popularmente chamado de "Horror de Waco", atraiu condenação internacional e se tornou a cause célèbre para o nascimento das campanhas anti-linchamento da NAACP.
Apesar da repercussão negativa dos linchamentos, afro-americanos ainda continuaram sendo vítimas de racismo e a Ku Klux Klan recebia grande apoio da população. Em 26 de maio de 1922, Jesse Thomas foi baleado, teve seu corpo arrastado pela rua por uma multidão de cerca de 6.000 pessoas e o cadáver foi carbonizado em uma praça pública atrás da prefeitura. Em 1933, o xerife de Waco, Leslie Stegall, protegeu Roy Mitchell do linchamento.
No dia 11 de maio de 1953, um violento tornado atingiu o centro de Waco, matando 114 pessoas. Em 2011, foi considerado o décimo primeiro tornado mais mortal na história dos EUA.

#### Cerco de Waco

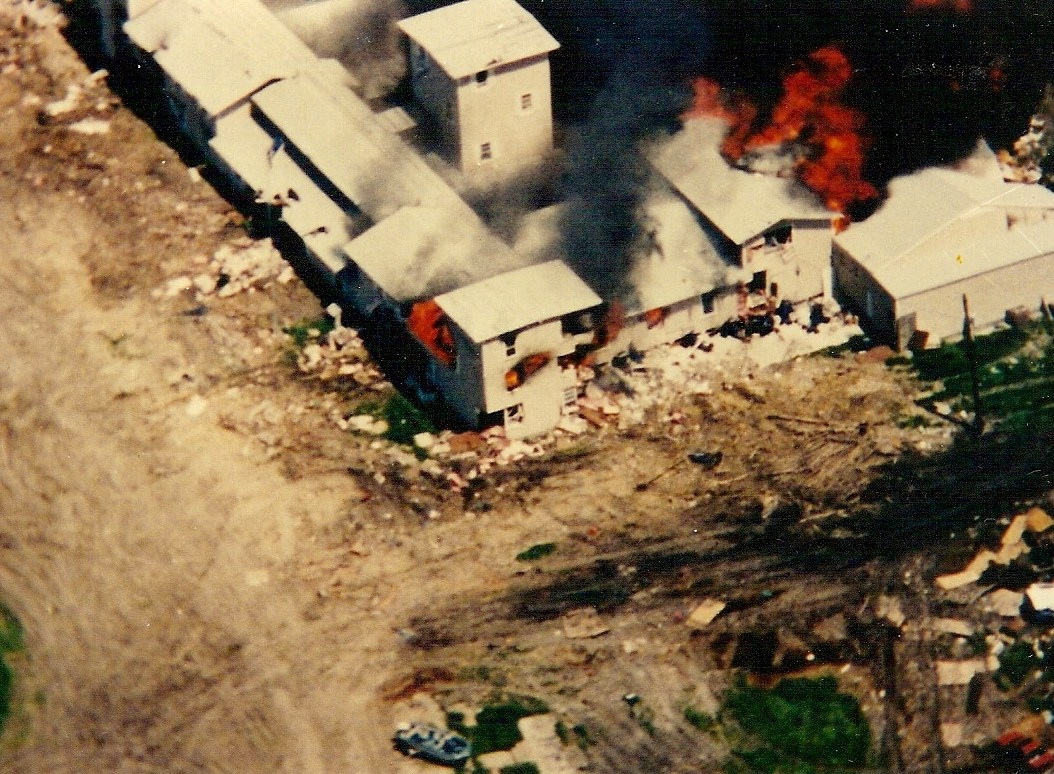
O complexo do Centro Monte Carmelo, onde Koresh e seus seguidores morreram.

O Cerco de Waco foi um evento trágico que ocorreu entre 28 de fevereiro á 19 de abril de 1993. O evento envolveu um confronto armado entre agentes federais do Bureau de Álcool, Tabaco, Armas de Fogo e Explosivos (ATF, na sigla em inglês) e membros de uma seita apocalíptica cristã chamada Ramo Davidiano, liderado por David Koresh.
O Ramo Davidiano era uma seita cristã que se originou de um ramo dissidente da Igreja Adventista do Sétimo Dia. Sob a liderança de David Koresh, o grupo estabeleceu uma comunidade em um rancho nos arredores de Waco. As autoridades suspeitavam que o grupo estava envolvido em crimes, como posse de armas de fogo ilegais e abuso sexual de crianças (que após o incêndio foram confirmados serem verdadeiros).
Em 28 de fevereiro de 1993, agentes do ATF realizaram uma operação para executar mandados de busca e apreensão no rancho do Ramo Davidiano. No entanto, o cumprimento dos mandados foi recebido com resistência armada por parte dos membros do grupo. Um tiroteio ocorreu, resultando na morte de quatro agentes do ATF e seis membros do Ramo Davidiano.
Após o tiroteio inicial, as autoridades federais montaram um cerco ao rancho do grupo religioso, com o FBI assumindo o comando das operações. Durante as semanas seguintes, houve negociações entre o FBI e Koresh na tentativa de resolver a situação pacificamente. No entanto, as negociações foram infrutíferas e o cerco se prolongou.
Em 19 de abril de 1993, o cerco chegou a um trágico fim quando o rancho do Ramo Davidiano foi invadido pelas forças do governo. O edifício pegou fogo matando no total 76 pessoas, incluindo David Koresh e cerca de 25 crianças (exames de DNA confirmaram que 12 destas crianças são filhos biológicos de Koresh). O cerco de Waco gerou polêmica e debate sobre a ação do governo e as táticas utilizadas. Houve críticas à maneira como o cerco foi conduzido e ao uso da força letal. O incidente também levou a uma maior conscientização sobre seitas e a necessidade de abordagens mais cuidadosas em situações semelhantes no futuro.

### Século XXI
No ano de 2006, O conselho da cidade pediu desculpas oficialmente pelos linchamentos cometidos contra afro-americanos no passado. No centenário do Linchamento de Jesse Washington, em 15 de maio de 2016, o prefeito da cidade pediu desculpas em uma cerimônia a alguns dos descendentes de Washington e dos seus familiares.

## Pessoas Notáveis
A cantora Ashlee Simpson, O ator estadunidense Steve Martin, a atriz Jennifer Love Hewitt e o sociólogo Wright Mills[carece de fontes?] nasceram nesta cidade.